# El Escobillal
El Escobillal är en ort i Mexiko.   Den ligger i kommunen San Juan Bautista Tuxtepec och delstaten Oaxaca, i den sydöstra delen av landet, 300 km öster om huvudstaden Mexico City. El Escobillal ligger 52 meter över havet och antalet invånare är 203.
Terrängen runt El Escobillal är platt åt nordost, men åt sydväst är den kuperad. Runt El Escobillal är det ganska tätbefolkat, med 160 invånare per kvadratkilometer. Närmaste större samhälle är Tuxtepec, 7,2 km öster om El Escobillal. Omgivningarna runt El Escobillal är en mosaik av jordbruksmark och naturlig växtlighet.